# Marc Strange
Pour les articles homonymes, voir Strange.
Marc Strange, né le 24 juillet 1941 à Vankleek Hill, en Ontario, au Canada, et mort le 19 mai 2012 à Toronto, est un écrivain, un scénariste et un acteur canadien, auteur de roman policier.

## Biographie
Scénariste de séries télévisées, il est le créateur de la série télévisée The Beachcombers (en). Également acteur, il a pour l'essentiel joué dans des productions de la télévision et du cinéma canadiens. L'un de ses derniers rôles est celui d'Art Carey dans One Week (2008) de Michael McGowan.
En 2009, il publie Body Blows pour lequel il est lauréat du prix Edgar-Allan-Poe 2010 du meilleur livre de poche original. Ce titre est le second à mettre en scène le personnage de Joe Grundy, un ancien boxeur poids lourd devenu responsable en chef de la sécurité dans un vieil hôtel de Vancouver.
L'autre série policière de Marc Strange a pour héros Orwell Brennan, chef de police de la petite ville ontarienne fictive de Dockerty.
Marc Strange meurt d'un cancer de l'œsophage en mai 2012.

## Œuvre

### Romans

#### SérieJoe Grundy
- Sucker Punch (2007)
- Body Blows (2009)

#### SérieOrwell Brennan
- Follow Me Down (2010)
- Woman Chased by Crows (2012)

## Prix et distinctions

### Prix
- Prix Edgar-Allan-Poe 2010 du meilleur livre de poche original pour Body Blows[1]

### Nominations
- Prix Arthur-Ellis 2008 du meilleur premier roman pour Sucker Punch[2]
- Prix Shamus 2010 du meilleur livre de poche original pour Body Blows[3]